# From Sacrifice to Survival
From Sacrifice to Survival är det amerikanska death metal-bandet Skinless tredje studioalbum. Albumet släpptes 3 juni 2003 genom skivbolaget Relapse Records.

## Låtförteckning
1. "The Frontline of Sanity" – 4:40
2. "Escalate Discord" – 3:52
3. "Deathwork" – 3:33
4. "A False Sense of Security" (instrumental) – 1:45
5. "From Sacrifice to Survival" – 4:00
6. "Battle Perpetual Will" – 4:08
7. "Miscreant" – 4:56
8. "Dead Conscience" – 4:46
9. "Don't Risk Infection" – 5:56

Text: Sherwood Webber (spår 1–9), Noah Carpenter (spår 5), Joe Keyser (spår 9)
Musik: Noah Carpenter (spår 1–9), Joe Keyser (spår 2, 9), Sherwood Webber (spår 3, 6, 7)

## Medverkande
Musiker (Skinless-medlemmar)
- Noah Carpenter − gitarr
- Sherwood Webber − sång
- Joe Keyser − basgitarr
- John Longstreth − trummor

Bidragande musiker
- Daniel Singer – programmering (spår 1)
- Andras Janik – synthesizer (spår 6)

Produktion
- Matthew Jacobson – producent
- Neil Kernon – producent, ljudmix
- Brett Portzer – ljudtekniker
- Ben Soleim – ljudmix
- Scott Hull – mastering
- Sherwood Webber – omslagsdesign
- Mike Sutfin – omslagskonst
- Nate Pallace – foto